# 小池メディカル
株式会社小池メディカル（こいけメディカル）は、医療ガス、医療機器のメーカー。本社は東京都江戸川区におく日本の企業。

## 概要
各種医療ガスのほか、酸素濃縮器、パルスオキシメーターなどの医療機器を幅広く生産・販売している。主力製品は医療ガスであり、その配管･設備業務も遂行している。群馬県伊勢崎市と、千葉県白井市に工場を持つ。

## 沿革
1974年6月に小池酸素工業株式会社の子会社として創業、1978年4月に現在の名称に変更した。
この間、1988年の酸素濃縮器の製造開始から医療機器の開発・製造にも乗り出した。

## 関連企業
- 小池酸素工業株式会社
- 株式会社群馬コイケ